# 시급 아롱디스망
시급 아롱디스망(프랑스어: arrondissement municipal [aʁɔ̃dismɑ̃ mynisipal])은 프랑스에서 사용되는 행정 구역명으로, 최하위 행정단위인 코뮌의 세부 행정구역이다. 프랑스에서 가장 큰 도시인 파리, 리옹, 마르세유에 설치되어 있다. 대한민국의 구와 비슷한 위치이다.
코뮌의 하위 단위이지만 그 기능은 일반 행정구역과 동일하며 마요르 (시의회 대표)가 있다. 일반적으로 간단하게 '아롱디스망'이라고 칭하나, 프랑스의 각 주별로 설치되어 코뮌들을 관할하는 아롱디스망과는 다르므로 주의해야 한다.

## 특성
프랑스에는 총 45개의 시급 아롱디스망이 있다. 그 중에서 20개는 파리 (파리의 아롱디스망)에, 9개는 리옹 (리옹의 아롱디스망)에, 16개는 마르세유 (마르세유의 아롱디스망)에 설치되어 있다. 하지만 마르세유는 1987년 법 제정으로 16개 아롱디스망이 8개 구역 (secteurs, 섹퇴르) 관할로 배치되었다. 따라서 마르세유는 여덟 구역으로 나뉜다고 말하는 편이 더 적절하며, 16개 아롱디스망은 세부 지역 구분에 지나지 않게 되었다.
면적
- 가장 큰 아롱디스망은 마르세유 제9구로, 총면적 63.21 km2으로 마르세유 시 전체 면적의 26%를 차지하며 파리 시 (볼로뉴 숲과 뱅센 숲 포함)의 60%에 달한다. 제9구에는 마르세유의 대표적인 칼랑크이자 보호공원으로 지정된 뤼미니 공원이 들어가 있다.
- 가장 작은 아롱디스망은 파리 2구로, 총면적은 0.992 km2이다.

인구
- 가장 인구수가 많은 아롱디스망은 파리 15구로, 2012년 기준 238,190명의 주민이 등록되어 있다. 파리 15구가 코뮌으로 독립한다면 보르도, 릴, 그르노블 시보다 더 큰 규모의 코뮌이 된다.
- 가장 인구수가 적은 아롱디스망은 마르세유 16구로, 16,574명에 불과하다. 다만 16구는 앞서 언급했듯이 제8지구 (섹퇴르)에 속하며, 제8지구의 인구는 87,714명이다. 때문에 사실상 가장 인구수가 적은 아롱디스망은 파리 1구로, 2011년 기준 17,443명에 불과하다.

인구밀도
- 가장 큰 인구밀도의 아롱디스망은 파리 11구로, 2012년 기준으로 1km2당 42,138명이 거주한다.
- 가장 작은 인구밀도의 아롱디스망은 마르세유 9구로, 1999년 기준으로 1 km2당 1,151명이 거주한다.

파리의 20개 구

시급 아롱디스망은 이름 대신 번호로 구별된다. 유일하게 파리에서는 각 구마다 이름이 붙여져 있기는 하나 이곳에서도 이름으로 부르는 경우는 극히 드물다. 파리 시민들은 번호순으로 구분하는 쪽에 익숙하며 사는 곳이 어디인지 묻는다면 몇 구 하는 식으로 답한다. 리옹에서는 5구 (비외리옹), 4구 (라크루아루스), 9구 (베즈)에만 붙여져 있고, 이들은 그 이름으로 칭하는 경우가 보통인 반면에 나머지 구들은 번호로 부른다. 마르세유에서는 각 구에 속한 동네 이름으로 부르는 경우가 흔하지만, 번호로 구별하기도 한다.
시급 아롱디스망의 우편번호는 다섯 자리다. 처음 두 자리는 그 주소의 데파르트망을 뜻한다. 여기서 파리는 75, 리옹이 속한 론주는 69, 마르세유가 속한 부슈뒤론주는 13번이다. 나머지 세 자리는 그 주소의 아롱디스망 번호다. 따라서 파리 5구에 사는 사람은 '75005 Paris'로, 마르세유 14구에 사는 사람은 '13014 Marseille'로 적게 되는 것이다. 단 크기가 큰 파리 16구는 예외라서 두 개의 우편번호가 배정되어 있다. 16구 남부는 우편번호가 75016이며, 북부는 75116이다.

마르세유의 16개 아롱디스망과 8개 섹퇴르.

파리의 아롱디스망 순서는 중심부에서 시계 방향으로 달팽이 소용돌이 모양을 이루고 있다. 마르세유의 아롱디스망 순서는 남서쪽-남동쪽-북동쪽-북서쪽 순으로 구불구불한 모양을 띄고 있다. 리옹의 아롱디스망은 딱히 일정한 순서를 취하고 있진 않으며, 한 경계선을 두고 양쪽으로 붙어 있는 아롱디스망이 총 두 개 있는데 바로 1구-2구와 7구-8구다.
이밖에도 프랑스의 대도시 중에서 여러 우편번호로 나뉘는 곳이 있긴 하지만 이들 우편번호가 아롱디스망 설치로 이어지지는 않고 있다.

## 역사

파리의 옛 12구 (1795~1860년)

시급 아롱디스망은 1795년 8월 22일 파리 시 (코뮌)가 12개 구로 나뉘면서 처음으로 등장했다. 당시 프랑스 국민의회는 대도시들의 지방자치를 경계했는데, 각 도시마다 새로운 혁명이 벌어질 분위기 (파리)나 반혁명 성향 (리옹과 그 부근의 다른 도시들)이 불거졌기 때문이었다. 때문에 국민의회는 대도시 (코뮌)을 더 작은 코뮌으로 분할하고자 하였다. 파리는 다른 도시들과는 달리 여러 코뮌으로 쪼개지는 일은 피했지만 대신에 아롱디스망이라는 신설 행정단위로 분할되었으며 중앙 지방정부는 해체되었다.
1805년 나폴레옹은 여러개로 쪼개진 도시들을 다시 봉합하였으나 파리는 분할된 상태로 두었다. 이후 1834년에 와서야 파리도 시의회 설치와 함께 다시 통합되었지만 시장은 없었다. 때문에 센주의 주지사와 경찰 관할구가 행정을 맡았다. 기존에 설치된 아롱디스망은 보존되었다. 다만 파리 시가 대규모급 도시인 점을 감안해 원활한 지역 행정을 위하여 기존에 있던 아롱디스망은 그대로 유지되었다.
1859년 12월 31일, 중앙정부가 파리 시를 확장하고 파리를 둘러싼 코뮌들을 합병시키면서, 아롱디스망도 새로 편입된 지역에 맞춰 재조정되었다. 새로운 지역에 설치된 것까지 합쳐 총 스무 개의 아롱디스망이 되었는데, 오늘날에도 여전히 그 수를 유지하고 있다. 리옹의 경우 50여년간 이렇다 할 결정이 내려지지 않다가 마침내 1852년 중앙정부가 리옹 시를 바로 마주하는 시외 지역과 통합하도록 하였는데, 당시 시외 지역은 산업 혁명으로 거주 인구가 매우 넘쳐나던 상황이었다. 이렇게 리옹으로 편입된 코뮌은 크루아루스, 라귀요티에르, 베즈, 총 세 곳이 있었다. 새롭게 탄생한 도시의 규모와 그 지지체가 가질 힘을 경계하던 중앙정부는 리옹 시를 다섯 개의 아롱디스망으로 나누는 동시에 리옹 시장직을 폐지하였다. 그 대신에 리옹 시의 행정 권한은 론주지사에게 부여되었다.
1881년 리옹 시장직이 재설치되고 리옹 코뮌 역시 프랑스 코뮌의 표준 지위로 되돌아왔다. 하지만 아롱디스망은 리옹이 대도시라는 점에서 계속 필요했기 때문에 그대로 설치되었다. 이후 1867년, 1912년, 1957년 세 차례 새로운 아롱디스망이 제3구와 제7구를 분할하는 방식으로 신설되었다. 1963년에는 생랑베르틸바르브 코뮌이 리옹 코뮌으로 편입되면서 이듬해 1964년 아홉번째 아롱디스망이 설치되면서 지금의 9개 아롱디스망을 이루게 되었다.
1977년에는 파리 시장직 역시 183년만에 복권되었으나 아롱디스망은 폐지되지 않고 그대로 유지되었다. 1981년 프랑스 사회당이 총선에서 승리하면서 이듬해 1982년 레지옹과 데파르트망, 코뮌의 권한을 재정립하는 핵심 법안들을 통과시켰다. 프랑스 중앙집권을 약화시키는 첫 출발점이 되겠다는 분명한 목적이었다. 1982년 12월 31일에는 «파리 마르세유 리옹의 행정 조직에 관한 법» (Loi PLM)이 통과되었다. 법안의 이름이 된 PLM은 아롱디스망이 설치된 파리 (P), 리옹 (L), 마르세유 (M)의 첫 글자를 딴 것이다. 이들 세 코뮌에는 일반적인 코뮌 지위와는 다른 특수 지위를 부여받게 되었으며 공식적으로 시급 아롱디스망을 두게 되었다. 아롱디스망이 이미 존재하였던 파리와 리옹에서는 기존의 경계를 그대로 유지하였으며, 마르세유에서는 1982년에 16개의 아롱디스망을 설치하게 되었다.
시급 아롱디스망은 법에 의해 공식적인 지위를 얻게 되었고 각자의 구청 (mairie d'arrondissement)과 구청장 (maire d'arrondissement)을 두게 되었다. 그리고 사상 처음으로 각 아롱디스망마다 아롱디스망 의회 (conseils d'arrondissement)가 설치되어 해당 주민들이 의원을 직접 뽑도록 했다. 파리, 마르세유, 리옹 시청은 아롱디스망 구청보다 상위 지위를 유지하였으며, 그 시장 (mayor) 역시 아롱디스망 구청장보다 상위 직책에 있게 되었다.
이 세 도시에서 아롱디스망은 지역 주민과 직접 응대하는 행정기구로서의 기능이 크다. 출생, 결혼, 사망신고와 기록을 비롯한 공무를 보기 위해선 아롱디스망 구청으로 찾아가야 한다. 시청은 이 같은 응대를 직접 맡지는 않으며 그보다 더 폭넓은 경제 개발이나 지역과세 등을 다룬다. 주민 개개인의 문제는 아롱디스망이 다루어야 한다는 필요성이 제기되면서 각 아롱디스망의 행정은 중앙 시청보다 주민에게 더욱 기까운 존재가 되도록 하였으며, 이는 아롱디스망이 지닌 자치권과 의무에서도 엿볼 수 있다. 자세한 것은 후술.
PLM법은 큰 호응을 받았지만 일각에서는 왜 파리, 리옹, 마르세유 시에만 적용되는지 우려를 표하기도 했다. 이들 세 도시는 프랑스에서 가장 큰 도시였기 때문에 (파리 - 2,125,246명, 마르세유 - 798,430명, 리옹 - 466,000명), 지역 행정이 좀 더 편해지고 각 시민들에게로 이어지도록 한 것이 법의 취지였다. 하지만 그밖에 인구가 많은 도시에도 법이 적용되어야 한다는 목소리도 많았으며, 특히 프랑스 제4의 도시인 툴루즈 (인구 435,000명), 제5의 도시인 니스 (인구 342,738명)가 그러하였는데 이들 도시는 중앙 시청이 모든 시민 행정을 도맡아 하는 형편이었다. 그러나 아직도 시급 아롱디스망은 파리, 리옹, 마르세유에만 적용되고 있다.
1987년에는 마르세유의 아롱디스망을 여덟 개의 섹퇴르로 배정시키는 법안이 통과되었다. 위에서 설명한 바와 같이 두 개의 아롱디스망은 한 섹퇴르에 해당하였으며, 현재 마르세유의 시 아롱디스망 (mairies d'arrondissement)은 여덟 개만 남게 되었다. 여기서는 각 섹퇴르마다 있는 두 아롱디스망을 묶어 하나로 친다.

## 지위
1982년 PLM법에서는 시급 아롱디스망의 지위에 대해서 규정하고 있다.
프랑스의 일반적인 코뮌 (기초자치단체)과 달리 시급 아롱디스망은 법인격을 가지지 않기 때문에 법적실체나 법적행위능력도 없으며 자체 예산을 꾸릴 수도 없다.
파리, 리옹, 마르세유는 시의회와 대표가 입법과 행정을 맡으며 파리의 시의회는 '파리 의회' (conseil de Paris)라 칭한다. 아롱디스망 (섹퇴르) 역시 각각 아롱디스망 의회 (conseil d'arrondissement)와 대표가 있다. 아롱디스망 의회의 의원 중 3분의 2는 해당 아롱디스망에 설치된 지역구에서 당선된 의원들이며, 나머지 3분의 1은 그보다 상위 단계, 즉 코뮌 전체 단계에서 당선된 시의회 의원들로 꾸려진다. 아롱디스망 대표는 아롱디스망 의회 내에서 선출되며 반드시 그 의원이어야 한다.
2002년 2월 27일에는 지역 민주주의법 통과로 아롱디스망 의회와 대표의 권한이 늘어나게 되었다. 다음은 의회와 대표가 가진 권한과 의무이다.
- 아롱디스망 의회는 지역사회시설 (아이돌봄센터, 공공유치원, 스포츠센터와 경기방, 지역공원 등)을 관리한다. 다만 시설을 새로 구축하기 전에는 시의회의 승인을 거쳐야 한다.
- 아롱디스망 의회는 시의회가 그 아롱디스망에 해당되는 프로젝트를 진행할 때 자문을 해주는 역할을 맡는다. 특히 비영리 지역협회나 도시구역 용도변경 (Plan Local d'Urbanisme) 등과 관련해서는 아롱디스망 의회의 의견을 구한다.
- 아롱디스망은 공공주택에 대해서도 자치 권한을 지니고 있다. 어느 아롱디스망 내에 지어지는 공공주택과 공공아파트의 절반은 아롱디스망 구청장에게 관할권이 돌아가며 나머지 절반은 시장에게 돌아간다.
- 아롱디스망 구청장과 부구청장이 하는 역할 중 하나는 아롱디스망 주민의 출생, 사망, 결혼 신고등록이 있다.
- 아롱디스망 의회는 시장에게 질의서를 보내 그 아롱디스망에 관한 문제라면 모두 답변을 받을 수 있다. 또 시의회에 대해서도 아롱디스망에 관한 문제라면 전부 논의하도록 할 수 있다.
- 시의회와 시장은 아롱디스망 의회와 구청장에게 특정 권한을 위임할 수 있다.
- 아롱디스망 의회는 특정 동네에 대해서 이른바 동네 의회 (conseils de quartier)라는 것을 설치할 수 있다. 동네의회에 참여하는 주민은 아롱디스망 의회 측과 정기적으로 회동하여 지역 생활에 관한 원안을 작성할 수 있다.

## 같이 보기
- 아롱디스망
- 프랑스의 아롱디스망 (데파르트망급 아롱디스망)
- 파리의 아롱디스망
- 리옹의 아롱디스망
- 마르세유의 아롱디스망